# Топонім
Топо́нім (від грец. τόπος — місце і грец. όνομα — назва) — назва місцевості, регіону, населеного пункту, об'єкту рельєфу, будь-якої частини поверхні Землі, тобто географічна власна назва.
Для назв населених пунктів — міст, селищ, сіл тощо — прийнято крім загального терміна «топонім» вживати термін ойконім; для назв водних об'єктів (річок, озер, морів) — термін гідронім; для об'єктів рельєфу, тобто об'єктів орографічних (гір, хребтів, горбів, долин, плато, низовин, гірських ущелин та інших) — оронім.
Назви місць часто даються автохтонним населенням певної території, для якого кожний з топонімів несе смислове значення. Завдяки цьому можна встановити, наприклад, що на певній території колись проживав певний народ, тобто, топоніми часто характеризують історію населення територій.

## Різновиди топонімів
- Хороніми — назви будь-яких територій (областей, районів).
- Ойконіми (від грец. οἶκος — житло) — назви населених місць.
  - Астіоніми (від грец. ἄστυ — місто) — назви міст.
    - Урбаноніми (від лат. urbanus — міський) — назви внутрішньоміських об'єктів.
    - Годоніми (від грец. ὁδός — шлях, дорога, вулиця, русло) — назви вулиць.
    - Агороніми (від грец. ἀγορά — площа) — назви площ.

  - Комоніми (від дав.-гр. κώμη — село, поселення + дав.-гр. ὄνομα — ім'я, назва) — назви сіл.
- Гідроніми (від грец. ὕδωρ — вода) — назви водних об'єктів.
  - Пелагоніми — назви морів.
  - Лімноніми — назви озер.
  - Потамоніми — назви річок.
  - Гелоніми — назви боліт.
- Дрімоніми (від грец. δρῦς — дерево) — назви лісів.
- Ороніми (від грец. ὄρος — гора) — назви форм рельєфу.
  - Спелеонім (від грец. σπήλαιον — печера) — назви печер.
- Дромоніми (від грец. δρόμος — біг, рух, шлях) — назви шляхів сполучення.
- Геоніми — назви доріг, проїздів.
- Макротопоніми (від грец. μακρός — великий) — назви великих незаселених об'єктів.
- Мікротопоніми (від грец. μικρός — малий) — назви невеликих незаселених об'єктів (від др.-греч. μικρός — Малий).
- Антропотопоніми (від грец. ἄνθρωπος — людина) — назви географічних об'єктів, утворених від власного імені людини.
- Ергоніми — назви різноманітних установ, організацій, спілок, закладів, магазинів.

## Топоніміка
Історію топонімів вивчає наука топоніміка. Топоніміка встановлює, наприклад, такі факти: назва Британії походить від назви кельського племені бриттів, які жили там ще за часів Римської імперії; назва російського міста Муром походить від назви угро-фінського племені мурома; назва російського міста Перм походить від слова «парма», що мовою комі означає «горб, на якому ростуть ялини».

## Українська топонімія
Географічні назви (топоніми) утворюються або від загальних назв (апелятивів), наприклад, назва села Берег від апелятива берег, назва річки Ріка — від апелятива річка, або від власних назв (антропонімів), наприклад, назва міста Івано-Франківськ — від власного імені Івана Франка. Значна частина географічних об'єктів має опосередковані назви. Так, місто Сіверськ дістало свою назву від річки Сіверський Донець, яка, в свою чергу, означувальну частину одержала від назв слов'янського племені сівери, сівера, що жили у верхній течії річки, а іменникову — через найменування річки Дон від іранського don «вода», «річка».
Топоніміка українських географічних назв говорить або про їхнє слов'янське походження (Біла Церква, Поділля, Монастирище, Вишгород, або про сліди неслов'янського субстрату (порівняйте сарматські гідроніми — назви річок: Хорол, Сула). Топоніми Криму мають тюркське походження (Бахчисарай — «Палац-сад», Кара-Даг — «Чорна гора») або ж грецьке (Ай-Петрі — «Святий Петро»). Сама назва Криму (тюркськими мовами «Къырым») означає «рів».
Топоніми розрізняються за ознаками природи:
- особливостями рельєфу (вершина Стіг, підвищення Гостра Могила, Нагольний кряж тощо);
- особливостями водних об'єктів (річка Біла, місто Жовті Води),
- видами рослин (місто Дубно, село Березівка, річка Рогозянка),
- видами тварин (вершина Кобила, річка Щучна).

Однак збіг гідронімів, з назвами тварин в абсолютній більшості випадків являє собою пізніше переосмислення давньослов'янських, тюркських, чи інших назв річок (Білка, Вовк, Галка тощо).
Окрему групу становлять антропонімічні назви, що походять від імен, прізвищ; етнонімічні — від найменування народів, родів, племен (село Дуліби, село Поляни, село Ятвяги, село Деревляни, смт Печеніги, місто Ківерці, смт Торчин, смт Узин, село Серби). З минулого дійшла до нас група топонімів, які відображають соціальну нерівність (село Бортники, місто Бровари); збереглися топоніми культового походження, пов'язані з релігійними святами, храмами, церквами, мечетями тощо.

## Географічна назва
Група експертів Організації Об'єднаних Націй з географічних назв визначає: «Географічна назва (англ. geographical name) — назва, що стосується об'єкта на Землі».
В основному, географічна назва є ім'ям власним (особливим словом, словосполученням або вираженням), що постійно використовується в мові для визначення певної місцевості, об'єкту або району на поверхні Землі, що має риси, які піддаються розпізнаванню.
До таких географічних об'єктів належать:
1. населенні пункти (наприклад: міста, селища, села);
2. адміністративні одиниці (наприклад: штати, кантони, райони, округи);
3. природні об'єкти (наприклад:, річки, гори, миси, озера, моря);
4. штучні споруди (наприклад: греблі, аеропорти, дороги);
5. місцевості і райони з невизначеними кордонами, яким місцеві мешканці надають особливе (часто — релігійне) значення (наприклад, пасовища, райони рибальства, святі місця та ін.).

Географічна назва може також називатися топографічною назвою або топонімом (англ. toponym) (цей термін у ширшому контексті може стосуватися назв позаземних об'єктів, зокрема, до назв об'єктів на Місяці або інших планетах).